# Kunza jezik
Kunza jezik (ISO 639-3: kuz; atacameño, likanantaí, lipe, ulipe), indijanski jezik koji se nekada govorio u području pustinje Atacama u čileu. Etnička polulacija iznosi 2 000 (2000 W. Adelaar).
Nekada su postojala četiri dijalekta kojima su govorila istoimena plemena Churumata, Cochinoca, Casabindo i Apatama. Danas se vodi kao izolirani jezik koji je svojevremeno klasificiran istoimenoj porodici atacamenan.

## Vanjske poveznice
- Ethnologue (14th)
- Ethnologue (15th)